# Tep Phan
Tep Phan (? – ?) là chính khách người Campuchia, từng một thời giữ chức Bộ trưởng Bộ Ngoại giao và Bộ trưởng Bộ Nội vụ Campuchia.